# Cratere Thermia
Thermia  è un cratere sulla superficie di Marte.